# 小行星8861
小行星8861（英語：8861 Jenskandler）是一颗围绕太阳公转的小行星。1991年10月3日，佛蒙特·伯根、卢茨·D·施耐德在陶腾堡发现了此天体。
这颗小行星的绝对星等为315.29739等。